# Resolução 660 do Conselho de Segurança das Nações Unidas
A Resolução 660 do Conselho de Segurança das Nações Unidas, adotada em 2 de agosto de 1990, após registrar a urgência sobre a invasão do Kuwait pelo Iraque, condenou a invasão e exigiu que o Iraque se retirasse imediata e incondicionalmente para as posições em que estava em 1º de agosto de 1990.
O Iêmen apelou ao Iraque e ao Kuwait para que entrassem em negociações imediatas para resolver as suas diferenças, agradecendo à Liga Árabe pelos seus esforços. As negociações entre ambas as partes fracassaram no dia anterior em Gidá, na Arábia Saudita. O conselho decidiu também reunir-se novamente, conforme necessário, para garantir o cumprimento da resolução atual.
A resolução foi adotada por 14 votos a nenhum, enquanto o Iêmen não participou da votação. Foi a primeira de doze resoluções sobre o conflito aprovadas em 1990.